# Arcidiocesi di Catania

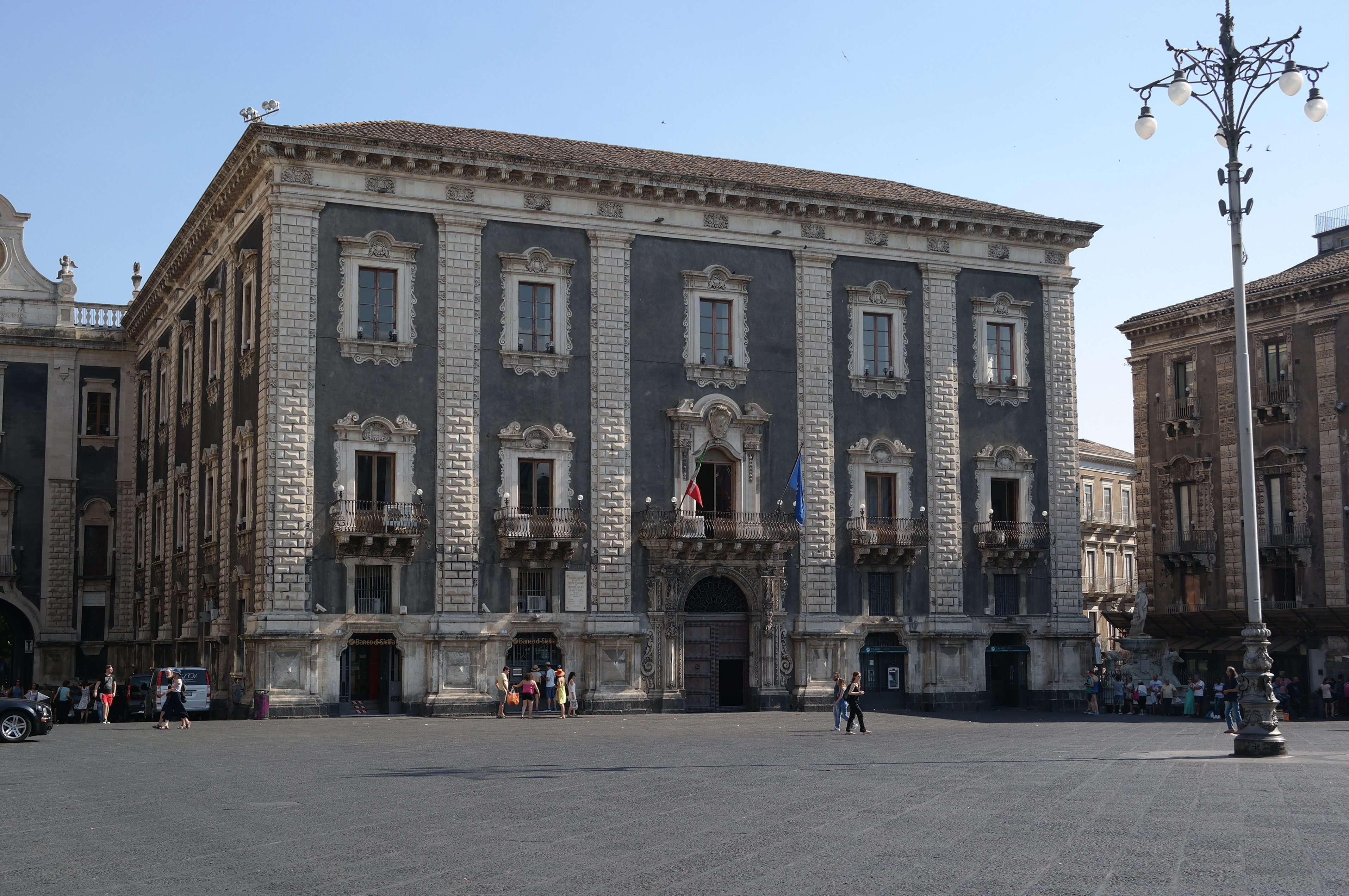
Il palazzo del Seminario dei Chierici, sede del museo diocesano.

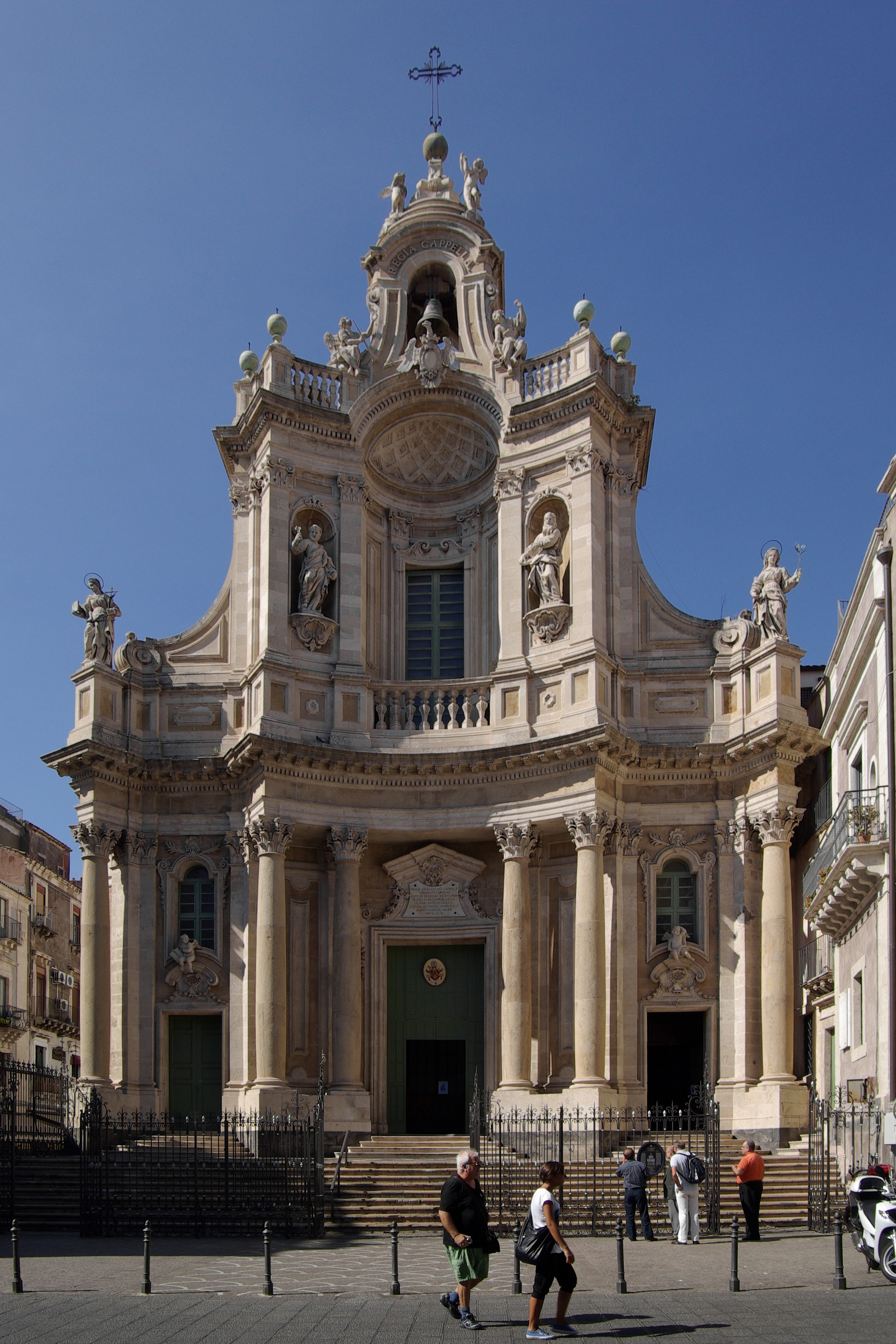
La basilica minore di Maria Santissima dell'Elemosina.

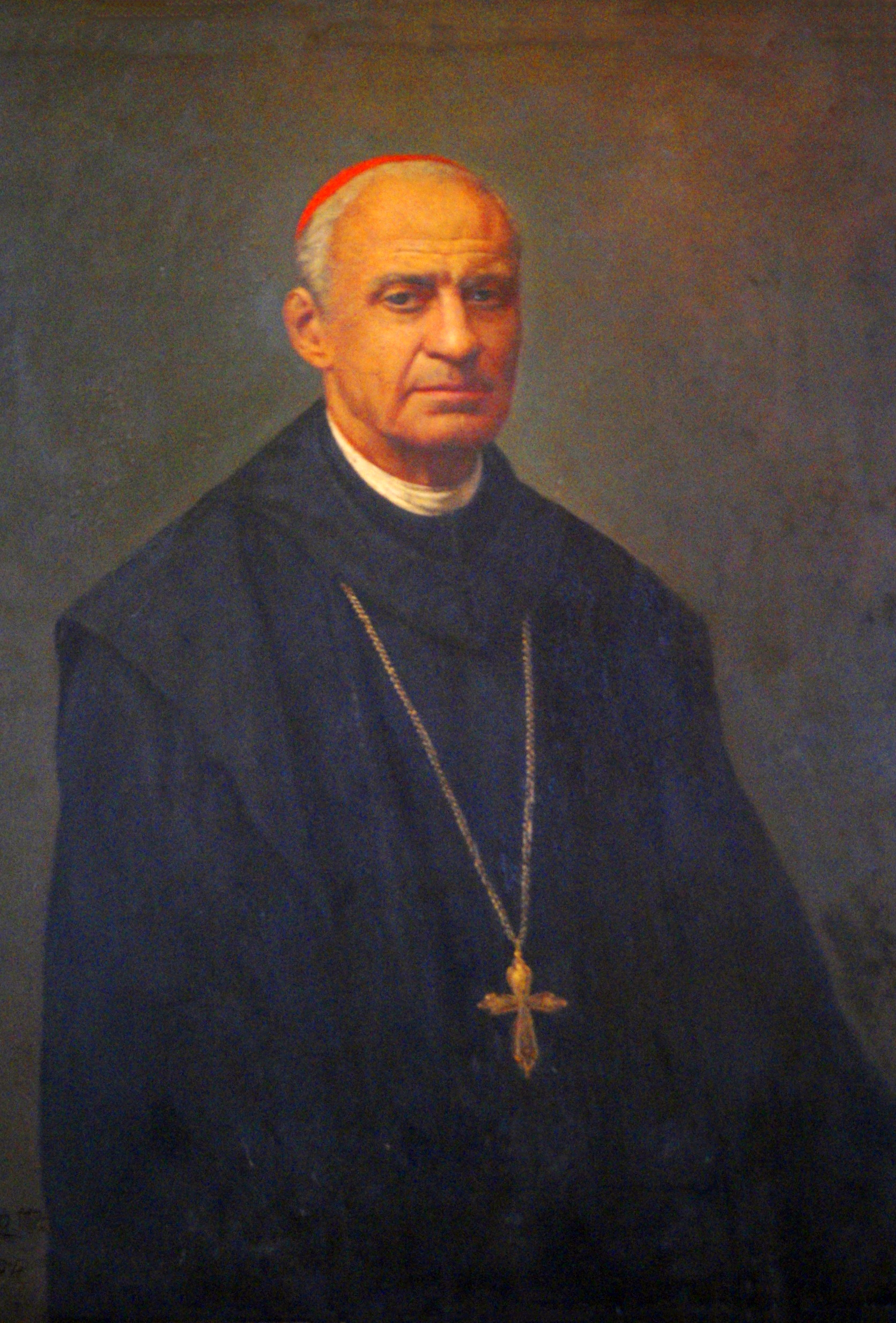
Giuseppe Benedetto Dusmet, arcivescovo di Catania dal 1867 a 1894, beatificato da papa Giovanni Paolo II nel 1988.

L'arcidiocesi di Catania (in latino Archidioecesis Catanensis) è una sede metropolitana della Chiesa cattolica in Italia appartenente alla regione ecclesiastica Sicilia. Nel 2023 contava 715.900 battezzati su 721.900 abitanti. È retta dall'arcivescovo Luigi Renna.

## Territorio
L'arcidiocesi comprende la città di Catania e 25 comuni dell'omonima città metropolitana: Adrano, Belpasso, Biancavilla, Bronte, Camporotondo Etneo, Gravina di Catania, Maletto, Maniace, Mascalucia, Misterbianco, Motta Sant'Anastasia, Nicolosi, Paternò, Pedara, Ragalna, San Giovanni la Punta, San Gregorio di Catania, San Pietro Clarenza, Sant'Agata li Battiati, Santa Maria di Licodia, Santa Venerina (limitatamente al quartiere di Bongiardo), Trecastagni, Tremestieri Etneo, Viagrande, Zafferana Etnea
Sede arcivescovile è la città di Catania, dove si trova la basilica cattedrale di Sant'Agata.
Il territorio si estende su circa 1.333 km², suddiviso in 157 parrocchie, e una popolazione di oltre 700.000 abitanti.

### Santuari diocesani e basiliche
Tra i santuari diocesani di maggiore rilievo per storia e devozione spiccano quello di Sant'Agata al Carcere a Catania; quelli mariani della Madonna dell'Elemosina a Biancavilla, della Madonna della Sciara a Mompileri e quello di Santa Maria di Ognina a Catania. Per i santi, si annovera quello dei Santi Alfio, Filadelfo e Cirino di Trecastagni.
Altri santuari sono, a Catania: San Francesco all'Immacolata e Santa Maria dell'Aiuto, nella quale è conservata una riproduzione della Santa Casa di Loreto.
Negli altri comuni dell'arcidiocesi: santuario della Madonna degli Ammalati di Misterbianco, santuario di Maria Ausiliatrice ad Adrano, santuario di Maria Santissima Annunziata a Bronte e a Pedara, santuario della Madonna della Consolazione a Mascalucia e a Paternò, santuario della Madonna Addolorata di Mascalucia, santuario della Madonna della Roccia a Belpasso, santuario Madonna della Ravanusa San Giovanni La Punta.
Oltre a queste chiese, nel territorio diocesano catanese sorgono anche le seguenti basiliche minori: Sant’Agata, Maria Santissima dell'Elemosina e Maria Santissima Annunziata al Carmine nella città di Catania, Santa Maria dell'Elemosina nel comune di Biancavilla, e Santa Caterina d'Alessandria nel comune di Pedara.

### Provincia ecclesiastica
La provincia ecclesiastica dell'arcidiocesi di Catania comprende due suffraganee:
- Diocesi di Acireale;
- Diocesi di Caltagirone.

## Storia
La nascita dell'Ecclesia Catanensis è dibattuta: la tradizione, di cui si hanno le prime testimonianze durante la dominazione bizantina, vuole che la diocesi di sia stata eretta nel I secolo da san Berillo, originario di Antiochia, inviato appositamente dall'apostolo Pietro ad evangelizzare la città nell'anno 42; anche se allo stato attuale delle ricerche storiche e archeologiche, è possibile attestare la presenza di una comunità cristiana a Catania solo a partire dal III secolo. A metà circa del secolo, durante la persecuzione dell'imperatore Decio, è attestato il martirio di sant'Agata, patrona della città; e all'inizio del IV secolo, durante la persecuzione di Diocleziano, il martirio di sant'Euplio, diacono.
La storiografia recente ha acclarato la mancanza di prove storiografiche a suffragare un'erezione nel I secolo; tuttavia nulla porta ad escludere completamente la storicità della figura di Berillo, in un periodo però diverso da quello attestato dalla tradizione, ossia in un'epoca incerta fra III e IV secolo.
I primi vescovi storicamente documentati comunque appartengono al VI secolo. Fortunato fu inviato nel 515 da papa Ormisda a Costantinopoli insieme ad Ennodio di Pavia come legati papali nel tentativo di ricomporre lo scisma acaciano. Elpidio e Leone sono invece menzionati negli epistolari dei papi Pelagio I (556-561) e Gregorio Magno (590-604). Altri vescovi catanesi presero parte ai concili ecumenici del primo millennio (Teodoro al concilio di Nicea del 787 e Eutimio al concilio di Costantinopoli dell'869-870), oppure a sinodi convocati a Roma dai papi (Giorgio nel 679 e Giuliano nel 680); di un buon numero di vescovi catanesi è stato scoperto il sigillo episcopale, databili tra VI e IX secolo, ossia i vescovi Magno, Giovanni, Costantino I, Costantino II e Antonio.
Come attestano le lettere dei papi del VI secolo, fino agli inizi del VII secolo la Sicilia non aveva sedi metropolitane e, benché sottomessa politicamente all'impero bizantino, dipendeva dal punto di vista ecclesiastico dal patriarcato di Roma: di fatto tutte le diocesi siciliane erano suffraganee della diocesi di Roma. Solo dalla prima metà dell'VIII secolo, in seguito alle controversie sull'iconoclastia, la Sicilia fu sottratta dall'imperatore Leone III Isaurico alla giurisdizione di Roma e sottomessa al patriarcato di Costantinopoli (circa 732). In questo contesto Catania assurse ad un ruolo di prestigio, tanto da essere elevata a sede metropolitana, senza suffraganee, così come attestano i sigilli dei metropoliti Costantino II e Antonio, e la Notitia Episcopatuum redatta all'epoca dell'imperatore Leone VI e databile all'inizio del X secolo. Il primo metropolita fu forse Eutimio e «un riflesso dell'ascesa del prestigio della sede catanese presso la capitale dell'Impero è certamente il culto di Sant'Agata, in onore della quale viene eretta una chiesa a Costantinopoli».
Nell'827 gli Arabi erano sbarcati a Marsala e in pochi decenni conquistarono tutta l'isola; la caduta di Taormina nel 902 portò poco dopo anche alla conquista di Catania; durante l'occupazione araba della Sicilia pochissime sono le informazioni sulla vita delle comunità cristiane e delle strutture ecclesiastiche; tuttavia al sinodo costantinopolitano del febbraio 997 era presente il metropolita catanese Leone.
Nell'XI secolo i Normanni conquistarono la Sicilia e procedettero progressivamente alla restaurazione delle circoscrizioni ecclesiastiche. Catania venne riconquistata nel 1071 e, dopo l'incontro di Troina tra Ruggero e papa Urbano II (1088), il re normanno fondò nel 1091 l'abbazia benedettina di Sant'Agata. L'anno successivo, con bolla data in Anagni il 9 marzo, Urbano II istituì nuovamente la diocesi di Catania, nominando al contempo come primo vescovo Ansgerio, abate di Sant'Agata. Ruggero dotò la chiesa catanese di molti beni e privilegi, e investì il vescovo delle prerogative feudali, con ampi poteri sulla città, il territorio circostante ed il mare, con annesso il diritto di esercitare la giustizia; molti di questi diritti furono aboliti da Federico II nel XIII secolo.
La nuova cattedrale, edificata a fianco dell'abbazia di sant'Agata, fu inaugurata nel 1094; il 17 agosto 1126, secondo la tradizione, essa vide il rientro delle reliquie di sant'Agata, che nel 1040 il generale bizantino Giorgio Maniace aveva messo al sicuro trasferendole a Costantinopoli. Il 4 febbraio 1183 papa Lucio III assegnò Catania alla provincia ecclesiastica dell'arcidiocesi di Monreale, decisione confermata da papa Clemente III il 29 ottobre 1188.
«Due istituzioni ecclesiastiche segnarono la vita della diocesi per diversi secoli». La prima riguarda il capitolo dei canonici della cattedrale, che, fin dalla fondazione della diocesi, era costituito dai monaci benedettini della vicina abbazia di Sant'Agata. Il clero secolare, vistosi espropriato dagli uffici connessi al capitolo, ottenne da papa Eugenio IV nel 1446, l'erezione di un secondo capitolo cittadino, nella chiesa di Santa Maria dell'Elemosina. Non rari furono i conflitti fra i due capitoli, finché il vescovo Nicola Maria Caracciolo ottenne la soppressione del capitolo monastico, che fu secolarizzato da papa Pio V nel 1568.
La seconda istituzione costituisce una particolarità della diocesi etnea. Fin dalla fondazione infatti l'intera diocesi era costituita da una sola parrocchia con sede nella cattedrale, ed il vescovo era l'unico parroco; tutti i preti con cura d'anime erano considerati vicari parrocchiali, con facoltà di amministrare i sacramenti. Questo unicum riuscì a superare anche la ventata riformatrice del concilio di Trento ed arrivare fino al XX secolo; le prime parrocchie furono canonicamente erette solo nel 1919 nei paesi della diocesi e nel 1944 nella città di Catania. Questa situazione tuttavia tornò a vantaggio dell'arcidiocesi, che riuscì a salvarsi dall'incameramento dei beni della mensa arcivescovile previsto dalle leggi eversive del 1867 dimostrando che l'arcivescovo era appunto l'unico parroco e che i beni erano quindi annessi alla cura d'anime.
Gli eventi naturali hanno segnato profondamente la vita dell'arcidiocesi. Il terremoto del 1169, che causò la morte di 15.000 persone, uccise anche il vescovo Giovanni Aiello e decine di monaci, che si trovavano all'interno della cattedrale per la celebrazione dei vespri. Le eruzioni dell'Etna hanno periodicamente distrutto molti beni ecclesiastici, e in alcuni casi anche la città episcopale con la colata lavica che raggiunse il mare (nel 1381 e nel 1669). In seguito al terremoto del 1693, l'intera città fu ricostruita e un aiuto notevole arrivò dal vescovo Andrea Riggio e da tutto il clero.
Nella seconda metà del XVI secolo vescovi zelanti operarono per l'attuazione dei decreti del concilio tridentino. Il vescovo Caracciolo convocò il primo sinodo diocesano nel 1565; altri sinodi riformatori furono convocati nel 1622 e nel 1668. Nel 1572 il vescovo Antonio Faraone istituì a Catania il primo seminario siciliano. Nel Settecento il vescovo Salvatore Ventimiglia pubblicò un catechismo in siciliano che fu utilizzato fino all'avvento di quello di papa Pio X; e fece installare una tipografia in seminario dove furono stampati il Nuovo Testamento in greco e diverse opere di classici latini e greci.
Nella prima metà dell'Ottocento il territorio della diocesi, che era rimasto immutato dai tempi dei Normanni, fu smembrato a vantaggio dell'erezione della diocesi di Caltagirone nel 1816, delle diocesi di Nicosia e di Piazza Armerina nel 1817, e della diocesi di Acireale nel 1844. Inoltre, altre modifiche territoriali eseguite nel 1844, portarono alla cessione di cinque comuni alle diocesi di Caltagirone e di Nicosia, e all'acquisizione dei comuni di Bronte e Maletto dalla medesima diocesi di Nicosia. Come compenso per la perdita di molti territori, il 4 settembre 1859 papa Pio IX elevò Catania al rango di arcidiocesi immediatamente soggetta alla Santa Sede, concedendo agli arcivescovi il privilegio del pallio, revocato da papa Paolo VI nel 1978.
Nel 1861 per la morte di mons. Felice Regano l'arcidiocesi di Catania fu lungamente sede vacante, anche per i tentativi del governo liberale di intervenire nella nomina dei vescovi, che era soggetta all'exequatur e alla pretesa di subentrare nel regio patronato ai precedenti monarchi, ossia di godere del diritto di presentazione dei vescovi. Nel 1865 il governo propose in colloqui informali di promuovere alla sede di Catania Ludovico Ideo, vescovo di Lipari, considerato «sinceramente
devoto al governo». Successivamente il governo propose il trasferimento di Giulio Arrigoni, arcivescovo di Lucca, che la Santa Sede rifiutò perché nel passato vescovi non siciliani avevano ricevuto nell'isola scarso accoglimento. Finalmente il governo espresse il suo consenso alla nomina di Giuseppe Benedetto Dusmet (1867-1894), ultimo abate-vescovo catanese, beatificato da papa Giovanni Paolo II nel 1988. Il successore Giuseppe Francica Nava (1895-1928) dette alla pastorale della diocesi un'impronta più marcatamente sociale.
Il territorio della contea di Mascali, possedimento della mensa vescovile di Catania a seguito di una donazione di Ruggero II di Sicilia nel 1124, grazie a una serie di privilegi devoluti a partire dal 1540 dall'imperatore Carlo V, tra i quali la concessione del mero et mixto imperio, tutti i successori del vescovo Caracciolo si assunsero il titolo di Comes Maschalarum. I vescovi di Catania fino al Concilio Vaticano II si fregiarono del titolo comitale. 

Dal 6 al 16 settembre 1959 Catania ospitò il XVI Congresso eucaristico nazionale italiano, a cui intervenne come legato pontificio il cardinale Marcello Mimmi.
Nel novembre 1994 l'arcidiocesi ha ricevuto la visita pastorale di papa Giovanni Paolo II.
Il 2 dicembre 2000 l'arcidiocesi è stata elevata al rango di sede metropolitana, con due diocesi suffraganee: Acireale e Caltagirone.

## Cronotassi dei vescovi
Si omettono i periodi di sede vacante non superiori ai 2 anni o non storicamente accertati.
- San Berillo †[16]
- San Attalo ?[17]
- San Severo (o Everio) ? †[18]
- San Serapione † (IV secolo)[19]
- San Severino ? †[18][20]
- Fortunato † (menzionato nel 515)
- Elpidio I † (559 - ?)
- Elpidio II ? †[21]
- Leone I † (prima del 591 - dopo il 604)
- Iovino ? †[22]
- Magno † (VI - VII secolo)[23]
- Giovanni † (VII secolo)[23][24]
- Costantino I † (seconda metà del VII secolo)[23]
- Giorgio † (menzionato nel 679)
- Giuliano † (menzionato nel 680)
- San Giacomo[25]? †[26]
- San Sabino ? †[27]
- San Leone II[28] †[29]
- Teodoro † (menzionato nel 787)
- San Severo † (802 - 814)[30]
- Eutimio † (menzionato nell'869/870)
- Teodoro II † (IX secolo)[31]
- Costantino II † (IX secolo)[23]
- Antonio † (IX secolo)[23]
- Leone III † (menzionato nel 997)
- Angerio, O.S.B. † (9 marzo 1092 - 1124)
- Maurizio, O.S.B. † (1125 - 1131)
  - Giovanni † (1141 - 1145) (vescovo eletto)
- Iveno † (1145 - 1155)[32]
  - Bernardo † (1156 - 1162) (vescovo eletto)
  - Guglielmo di Blois † (1167) (vescovo eletto)
- Giovanni d'Aiello † (1167 - febbraio 1169 deceduto)
  - Roberto, O.S.B. † (febbraio 1170 - dopo novembre 1179) (vescovo eletto)[33]
- Anonimo † (menzionato il 4 febbraio 1183)[34]
- Simone, O.S.B. † (prima di aprile 1189 - dopo settembre 1191)
- Leone IV † (menzionato nel 1194)
- Ruggero Orbus, O.S.B. † (prima di aprile 1195 - dopo agosto 1206 deceduto)
- Gualtiero di Pagliara † (19 dicembre 1207 - dopo novembre 1229 deceduto)
- Heinrich von Bilversheim, O.S.B. † (1231 - dopo maggio 1232 dimesso)[35]
  - Oddo Capocci † (prima del 7 dicembre 1254 - dopo il 4 luglio 1256 dimesso) (vescovo eletto)[36]
  - Sede vacante (ca. 1232-1257)
- Angelo de Abrusca † (1257 - 1272)[37][38]
- Angelo Boccamazza † (prima del 7 luglio 1257 - dopo il 31 marzo 1289)[39]
- Gentile Stefaneschi Orsini, O.P. † (1296 - 1303 deceduto)[40]
- Leonardo Fieschi † (10 gennaio 1304 - 21 marzo 1331 deceduto)[41]
  - Angelo Saccano † (eletto dal capitolo) (1331 - 1332)[42]
- Nicola de Ceccano † (13 marzo 1332 - 1337 deceduto) [43][44]
- Nicola de Grelis, O.S.B. † (24 novembre 1339 - 1342 deceduto)
  - Geraldo Oddone, O.F.M. † (27 novembre 1342 - 1348 deceduto) (amministratore apostolico)[45][46]
- Juan de Luna † (30 maggio 1348 - dopo gennaio 1355 deceduto)[47]
- Marziale, O.S.B. † (4 dicembre 1355 - 1375 deceduto)
- Elia di Vaudron † (14 maggio 1376 - 1378 deposto)[48]
- Simone del Pozzo, O.P. † (16 dicembre 1378 - circa 1398 deceduto)
  - Elia di Vaudron † (1378 - 1388 deceduto) (antivescovo)
  - Pietro d'Alagona, O.F.M. † (5 agosto 1388 - 1396) (antivescovo)
  - Pedro Serra † (1396 - 1397 dimesso) (antivescovo)
- Roberto † (circa 1398 - circa 1408)[32]
- Mauro Calì, O.F.M. † (1408 - 1411 deposto)
  - Andrea de Pace † (1409 - 1411) (antivescovo)
  - Tommaso de Asmari, O.S.B. † (5 febbraio 1411 - 1415) (antivescovo)
  - Mauro Calì, O.F.M. † (1416 - 1418) (antivescovo)
- Giovanni de Podionucis (Jean de Puinoix), O.P. † (28 febbraio 1418 - 1431 deceduto)
- Giovanni Pesce, O.F.M. † (21 novembre 1431 - 3 febbraio 1447 nominato vescovo titolare di Filippopoli)
- Giovanni de Primis, O.S.B. † (3 febbraio 1447 - 21 gennaio 1449 deceduto)
- Arias d'Avalos † (14 febbraio 1449 - 1450 deceduto)
- Guglielmo Bellomo † (2 ottobre 1450 - 1472 deceduto)
  - Giacomo Paternò † (eletto dal capitolo)[49]
- Giuliano della Rovere † (13 gennaio 1473 - 23 maggio 1474 nominato arcivescovo di Avignone, poi eletto papa con il nome di Giulio II)
  - Francesco Campolo † (1474 - 1475 deceduto) (vescovo eletto)
- Giovanni Gatto † (18 agosto 1475 - 8 febbraio 1479 nominato vescovo di Cefalù)
- Bernardo Margarit † (8 febbraio 1479 - 1486 deceduto)
- Alfonso Carillo de Albornoz † (8 novembre 1486 - 27 giugno 1496 nominato vescovo di Avila)[50]
- Giovanni Daza (de Hach, de Aza) † (27 giugno 1496 - 14 febbraio 1498 nominato vescovo di Oviedo)
- Francisco Desprats (de Prades) † (14 febbraio 1498 - 9 febbraio 1500 nominato vescovo di Astorga)[51]
- Diego Ramírez de Guzmán † (26 giugno 1500 - 23 ottobre 1508 deceduto)
- Jaime de Conchillos, O. de M. † (25 febbraio 1509 - 1º ottobre 1512 nominato vescovo di Lérida)
- Gaspar Ponz (Pau) † (4 aprile 1513 - 14 ottobre 1520 deceduto)
  - Matteo Schiner † (1º novembre 1520 - 30 settembre 1522 deceduto) (amministratore apostolico)[52]
  - Tommaso Guerrera (eletto dal capitolo)[53]
  - Pompeo Colonna † (27 febbraio 1523 - 18 gennaio 1524 dimesso) (amministratore apostolico)[52]
- Marino Ascanio Caracciolo † (18 gennaio 1524 - 24 luglio 1524 dimesso)
- Scipione Caracciolo † (24 luglio 1524 - 28 ottobre 1529 deceduto)
- Marino Ascanio Caracciolo † (29 novembre 1529 - 9 marzo 1530 dimesso) (per la seconda volta)
- Luigi Caracciolo † (9 marzo 1530 - 1º settembre 1536 deceduto)
- Marino Ascanio Caracciolo † (1536 - 8 gennaio 1537 dimesso) (per la terza volta)
- Nicola Maria Caracciolo † (8 gennaio 1537 - 15 maggio 1567 deceduto)
- Antonio Faraone † (9 febbraio 1569 - 29 luglio 1573 deceduto)
- Giovanni Orosco de Arzés † (11 agosto 1574 - 28 marzo 1576 deceduto)
- Vincenzo Cutelli † (11 settembre 1577 - 1589 dimesso)
- Juan Corrionero † (2 marzo 1589 - 9 luglio 1592 deceduto)
  - Sede vacante (1592-1595)
  - Prospero Rebiba[54] (1592-1593) (vescovo eletto)[55]
- Giandomenico Rebiba † (11 dicembre 1595 - 16 febbraio 1604 deceduto)
- Giovanni Ruiz de Villoslada † (5 dicembre 1605 - 1607 deceduto)
- Bonaventura Secusio, O.F.M. † (10 giugno 1609 - marzo 1618 deceduto)
- Juan Torres de Osorio † (19 ottobre 1619 - 29 maggio 1624 nominato vescovo di Oviedo)
- Innocenzo Massimo † (1º luglio 1624 - 1633 deceduto)
- Ottavio Branciforte † (2 marzo 1638 - 14 giugno 1646 deceduto)[56]
- Marco Antonio Gussio † (22 agosto 1650 - luglio 1660 deceduto)

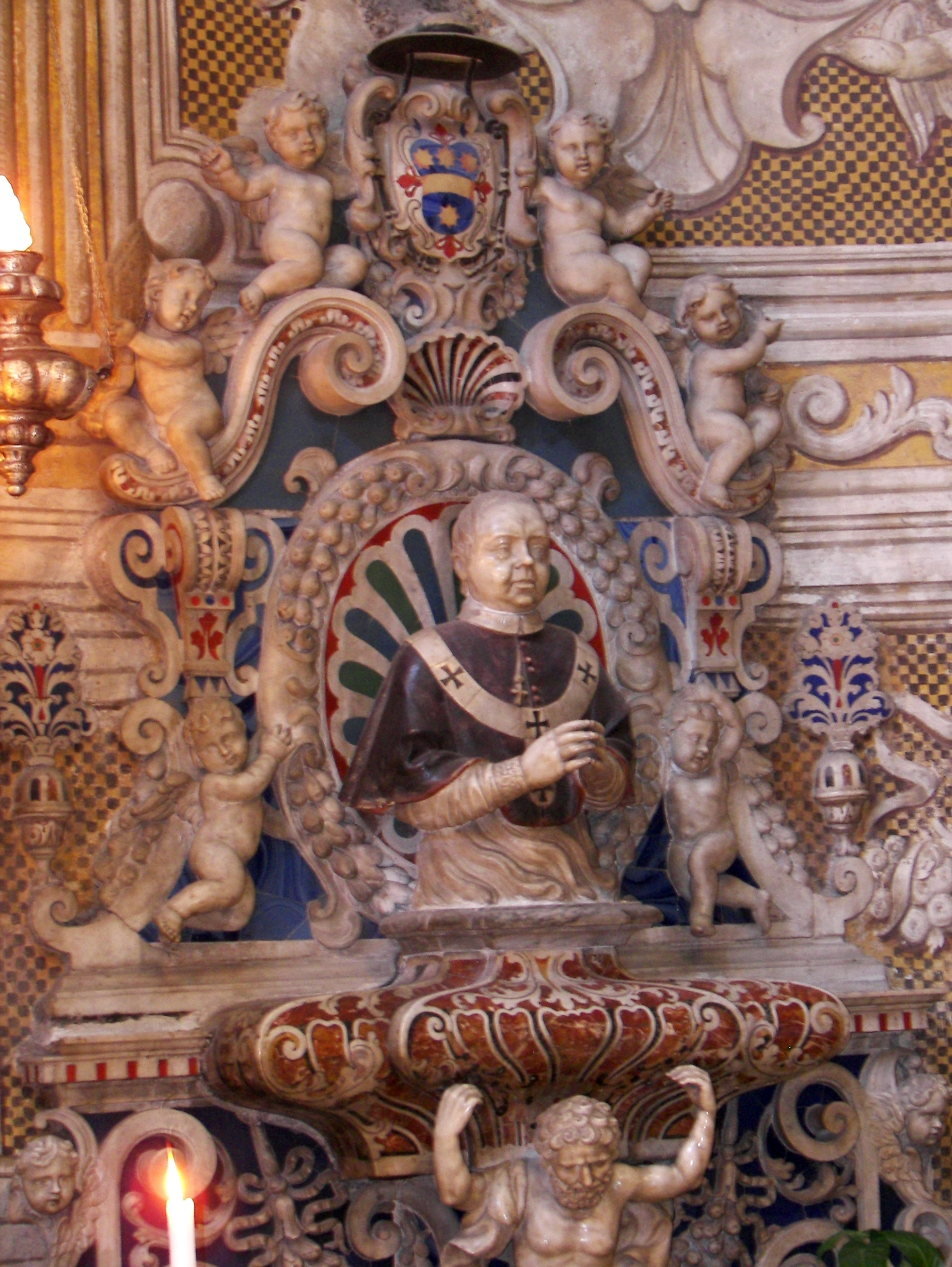
Il monumento sepolcrale del vescovo Andrea Riggio, patriarca titolare Costantinopoli, nella cappella di sant'Agata della Cattedrale di Catania (XVIII secolo)

- Camillo Astalli Pamphilj † (4 luglio 1661 - 21 dicembre 1663 deceduto)
- Michelangelo Bonadies † (22 aprile 1665 - 27 agosto 1686 deceduto)
- Francesco Antonio Carafa † (24 novembre 1687 - 26 agosto 1692 deceduto)
- Andrea Riggio † (9 marzo 1693 - 15 dicembre 1717 deceduto)[57]
  - Sede vacante (1717-1721)
- Álvaro Cienfuegos, S.I. † (20 gennaio 1721 - 21 febbraio 1725 nominato arcivescovo di Monreale)
- Alessandro Burgos, O.F.M.Conv. † (20 febbraio 1726 - 20 luglio 1726 deceduto)
- Raimondo Rubí, O.Cart. † (26 novembre 1727 - 20 gennaio 1729 deceduto)
- Pietro Galletti † (28 novembre 1729 - 6 aprile 1757 deceduto)
- Salvatore Ventimiglia, C.O. † (19 dicembre 1757 - 11 dicembre 1771 dimesso[58])
- Corrado Maria Deodato Moncada † (10 maggio 1773 - 23 ottobre 1813 deceduto)
  - Sede vacante (1813-1816)
- Gabriele Maria Gravina † (23 settembre 1816 - gennaio 1818 dimesso[59])
- Salvatore Ferro Berardi † (16 marzo 1818 - 15 dicembre 1819 deceduto)
  - Sede vacante (1819-1823)
- Domenico Orlando, O.F.M.Conv. † (24 novembre 1823 - 21 aprile 1839 deceduto)
- Felice Regano † (11 luglio 1839 - 30 marzo 1861 deceduto)
  - Sede vacante (1861-1867)
- Beato Giuseppe Benedetto Dusmet, O.S.B. † (22 febbraio 1867 - 4 aprile 1894 deceduto)
- Giuseppe Francica Nava di Bondifè † (18 marzo 1895 - 7 dicembre 1928 deceduto)
- Emilio Ferrais † (7 dicembre 1928 succeduto - 23 gennaio 1930 deceduto)
- Carmelo Patanè † (7 luglio 1930 - 3 aprile 1952 deceduto)
- Guido Luigi Bentivoglio, O.C.S.O. † (3 aprile 1952 succeduto - 16 luglio 1974 ritirato)
- Domenico Picchinenna † (16 luglio 1974 succeduto - 1º giugno 1988 ritirato)
- Luigi Bommarito † (1º giugno 1988 - 7 giugno 2002 ritirato)
- Salvatore Gristina (7 giugno 2002 - 8 gennaio 2022 ritirato)
- Luigi Renna, dall'8 gennaio 2022

## Santi

### Santa patrona

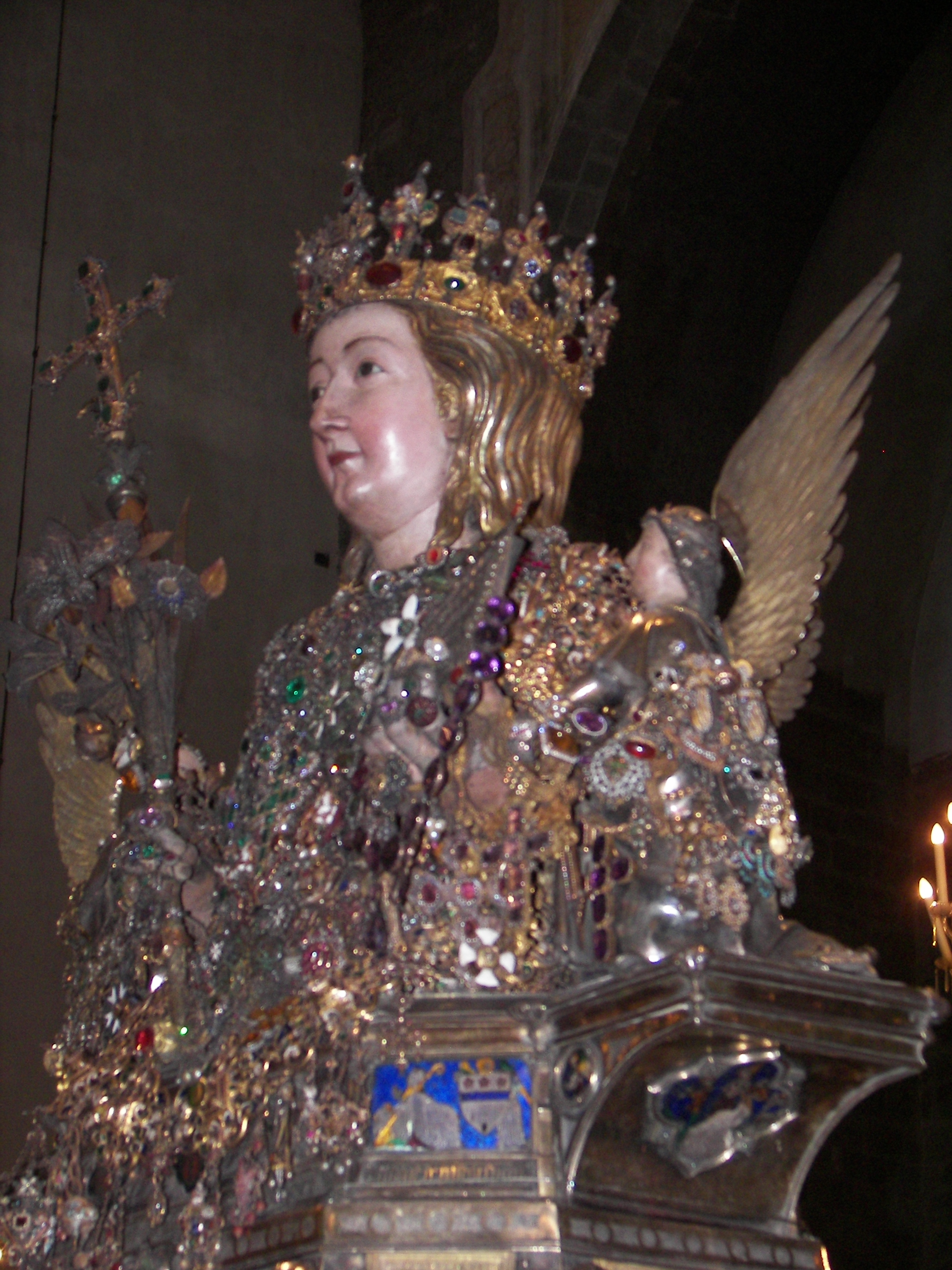
Busto argenteo contenente le reliquie di Sant'Agata. È conservato nel duomo di Catania.

- Sant'Agata

### Santi e beati legati all'arcidiocesi
- San Berillo, protovescovo ordinato da Pietro
- Sant'Euplio, diacono e martire
- San Attalo, vescovo e martire con Stefano[60]
- San Comizio, martire nel III secolo
- Santi Stratonico e Cleonico, martiri del III secolo[61]
- Vari martiri nel IV secolo tra i quali: Veneria e Nericia con Fiore, Pancrazio e Fortunato. Ed ancora san Magno, san Secondino, san Serapione con Agnese, Donata, Nominada, Rogada, Sinfoniano, Ammonio, Amone, Cotta, Seguende, Secondo, Caledonio, Evelpisto, Esuperanzio e Seminione.[62] Ed infine i santi Cornelio, Minervino, Ponziano, Stefano ed altri compagni di fede[63]
- Sant'Atanasio, vescovo di Metone[64]
- San Giacomo il Confessore, vescovo e martire sotto Leone III Isaurico nell'VIII secolo
- San Leone il Taumaturgo, vescovo
- San Sabino, vescovo e asceta
- San Nicolò Politi (Adrano, 1117 - Alcara Li Fusi, 17 agosto 1167), eremita
- Beato Bernardino Scammacca (Catania, 1430 – Catania, 11 gennaio 1487), catapano di Catania, successivamente ordinato Sacerdote dell'Ordine dei Frati Predicatori, nel 1481 fu eletto vicario generale della congregazione degli osservanti per il Regno di Sicilia
- Beato Domenico Spadafora (Randazzo, 1450 – Monte Cerignone, 21 dicembre 1521)
- Beato Giuseppe Benedetto Dusmet, cardinale vescovo
- Beato Luigi Beltrame Quattrocchi (Catania, 12 gennaio 1880 – Roma, 9 novembre 1951), patrono dei padri di famiglia
- Beato Gabriele Allegra (San Giovanni la Punta, 16 dicembre 1907 – Hong Kong, 26 gennaio 1976), frate minore

## Vescovi oriundi dell'arcidiocesi

### Viventi
- Alfio Rapisarda (Zafferana Etnea, 3 settembre 1933), arcivescovo titolare di Canne, già nunzio apostolico in Portogallo
- Salvatore Pappalardo (Nicolosi, 18 marzo 1945), arcivescovo emerito di Siracusa
- Giuseppe Marciante (Catania, 16 luglio 1951), vescovo di Cefalù
- Giuseppe Sciacca (Catania, 23 febbraio 1955), vescovo titolare di Fondi e presidente dell'Ufficio del lavoro della Sede Apostolica
- Giuseppe Schillaci (Adrano, 8 gennaio 1958), vescovo di Nicosia
- Giuseppe Baturi (Catania, 21 marzo 1964), arcivescovo metropolita di Cagliari
- Guglielmo Giombanco (Catania, 15 settembre 1966), vescovo di Patti

### Deceduti
- Niccolò Tedeschi (Catania, 1386 – Palermo, 24 febbraio 1445), arcivescovo di Palermo e insigne giurista, pseudocardinale creato dall'antipapa Felice V
- Giovanni Paternò (Catania, XV secolo – Palermo, 24 gennaio 1511), vescovo di Malta e arcivescovo di Palermo, creato cardinale da Giulio II morì prima di potersi recare a Roma per prendere il galero
- Ignazio D'Amico (Catania, XVII secolo – Agrigento, 15 dicembre 1668), vescovo di Patti e vescovo di Agrigento
- Francesco di Paola Paternò Castello di San Giuliano (1736 - 1810), vescovo titolare di Europo
- Giovanni Fortunato Paternò di Manganelli, C.R. (1767 - 1834), vescovo titolare di Ortosia di Caria e vescovo ausiliare di Catania
- Antonio Maria Trigona (Catania, 8 settembre 1760 - Messina, 1835), vescovo titolare di Gerocesarea, vescovo ausiliare di Catania, arcivescovo metropolita di Messina, arcivescovo titolare di Cesarea di Cappadocia
- Antonio Saverio De Luca (Bronte, 28 ottobre 1805 - Roma, 28 dicembre 1883), vescovo di Aversa, arcivescovo titolare di Tarso, nunzio apostolico in Baviera, nunzio apostolico in Austria e Ungheria, cardinale presbitero dei Santi Quattro Coronati, prefetto della Congregazione dell'Indice, camerlengo del Collegio cardinalizio, cardinale protettore della Pontificia accademia ecclesiastica, cardinale vescovo di Palestrina, cardinale presbitero di San Lorenzo in Damaso, vicecancelliere di Santa Romana Chiesa, prefetto della Congregazione degli Studii
- Giovanni Battista Guttadauro di Reburdone (Catania, 13 settembre 1814 – 26 aprile 1896), vescovo di Caltanissetta
- Mariano Palermo (Maletto, 18 dicembre 1825 – Piazza Armerina, 9 febbraio 1903), vescovo di Lipari e vescovo di Piazza Armerina
- Giuseppe Francica-Nava de Bondifè (Catania, 23 luglio 1846 – Catania, 7 dicembre 1928), vescovo titolare di Alabanda, vescovo ausiliare di Caltanissetta, arcivescovo titolare di Eraclea di Europa, nunzio apostolico in Belgio, arcivescovo di Catania, nunzio apostolico in Spagna, cardinale presbitero dei Santi Giovanni e Paolo e cardinale protopresbitero
- Francesco Ricceri (Biancavilla, 20 aprile 1903 – Biancavilla, 28 luglio 1980), vescovo di Trapani
- Salvatore Russo (Catania, 2 gennaio 1885 – Acireale, 8 aprile 1964), vescovo di Acireale

## Statistiche
L'arcidiocesi nel 2023 su una popolazione di 721.900 persone contava 715.900 battezzati, corrispondenti al 99,2% del totale.
| anno | popolazione | popolazione | popolazione | presbiteri | presbiteri | presbiteri | presbiteri                | diaconi | religiosi | religiosi | parrocchie |
| anno | battezzati  | totale      | %           | numero     | secolari   | regolari   | battezzati per presbitero | diaconi | uomini    | donne     | parrocchie |
| ---- | ----------- | ----------- | ----------- | ---------- | ---------- | ---------- | ------------------------- | ------- | --------- | --------- | ---------- |
| 1949 | 445.000     | 450.000     | 98,9        | 493        | 311        | 182        | 902                       |         | 303       | 911       | 83         |
| 1959 | 547.000     | 555.100     | 98,5        | 512        | 300        | 212        | 1.068                     |         | 433       | 1.311     | 111        |
| 1969 | ?           | 625.379     | ?           | 542        | 309        | 233        | ?                         |         | 444       | 1.342     | 123        |
| 1980 | 668.803     | 672.953     | 99,4        | 527        | 275        | 252        | 1.269                     |         | 335       | 1.172     | 143        |
| 1990 | 700.000     | 725.370     | 96,5        | 481        | 249        | 232        | 1.455                     |         | 295       | 1.021     | 148        |
| 1999 | 695.000     | 720.198     | 96,5        | 463        | 259        | 204        | 1.501                     | 19      | 243       | 838       | 152        |
| 2000 | 716.000     | 731.056     | 97,9        | 415        | 264        | 151        | 1.725                     | 20      | 184       | 573       | 152        |
| 2001 | 716.000     | 731.056     | 97,9        | 418        | 267        | 151        | 1.712                     | 20      | 184       | 573       | 152        |
| 2002 | 695.000     | 709.682     | 97,9        | 456        | 273        | 183        | 1.524                     | 32      | 215       | 631       | 152        |
| 2003 | 695.000     | 703.946     | 98,7        | 450        | 274        | 176        | 1.544                     | 34      | 223       | 658       | 153        |
| 2004 | 724.332     | 733.656     | 98,7        | 425        | 266        | 159        | 1.704                     | 35      | 202       | 709       | 154        |
| 2006 | 724.886     | 734.218     | 98,7        | 400        | 259        | 141        | 1.812                     | 34      | 176       | 991       | 155        |
| 2013 | 737.000     | 746.999     | 98,7        | 336        | 237        | 99         | 2.193                     | 41      | 109       | 379       | 157        |
| 2016 | 736.700     | 746.549     | 98,7        | 346        | 228        | 118        | 2.129                     | 55      | 134       | 358       | 157        |
| 2019 | 742.400     | 748.736     | 99,2        | 366        | 234        | 132        | 2.028                     | 62      | 143       | 249       | 157        |
| 2021 | 726.000     | 732.140     | 99,2        | 355        | 223        | 132        | 2.045                     | 64      | 141       | 114       | 157        |
| 2023 | 715.900     | 721.900     | 99,2        | 319        | 218        | 101        | 2.244                     | 66      | 107       | 245       | 157        |